# シンガポールの首相
シンガポールの首相（シンガポールのしゅしょう、英語: Prime Minister of the Republic of Singapore）は、シンガポールの政府の長たる首相。

## 概要
シンガポールの大統領が国会議員の中から任命する。
シンガポールの首相職はイギリス植民地時代の1959年にシンガポール総督によって任命され、誕生した。同年、自治領となったことから任命者がヤン・ディ・ペルトゥアン・ヌガラに変わり、1963年にマレーシアとの統合がなされても首相の役職は残った。その後、1965年にマレーシアから独立し、現在に至る。
初代首相のリー・クアンユーは1959年から1990年11月26日まで務め、上級相に就任した。2代目のゴー・チョクトンは2004年8月12日まで務め、辞任とともにゴー・チョクトンは上級相に、リー・クアンユーは内閣顧問に就任した。3代目の首相はリー・クアンユーの長男であるリー・シェンロンが2004年から2024年まで続け、4代目の首相はローレンス・ウォンとなった。

## 歴代のシンガポール首相
| シンガポール州首相 | シンガポール州首相 | シンガポール州首相 | シンガポール州首相 | シンガポール州首相 | シンガポール州首相        | シンガポール州首相        | シンガポール州首相     |
| 代                 | 期                 | 首相               | 首相               | 所属政党           | 内閣                      | 在任期間                  | 備考                   |
| ------------------ | ------------------ | ------------------ | ------------------ | ------------------ | ------------------------- | ------------------------- | ---------------------- |
| 01                 | 1                  |                    | リー・クアンユー   | 人民行動党         | 第1次                     | 1959年6月3日- 1963年9月   | シンガポール建国の父   |
| 01                 | 2                  | 第2次              | リー・クアンユー   | 人民行動党         | 1963年9月- 1965年8月9日   |                           | シンガポール建国の父   |
| シンガポール首相   |                    |                    |                    |                    |                           |                           |                        |
| 代                 | 期                 | 首相               | 首相               | 所属政党           | 内閣                      | 在任期間                  | 備考                   |
| 01                 | 1                  |                    | リー・クアンユー   | 人民行動党         | 第1次                     | 1965年8月9日- 1968年4月   | シンガポール建国の父   |
| 01                 | 2                  | 第2次              | リー・クアンユー   | 人民行動党         | 1968年4月- 1972年9月      |                           | シンガポール建国の父   |
| 01                 | 3                  | 第3次              | リー・クアンユー   | 人民行動党         | 1972年9月- 1976年12月     |                           | シンガポール建国の父   |
| 01                 | 4                  | 第4次              | リー・クアンユー   | 人民行動党         | 1976年12月- 1980年12月    |                           | シンガポール建国の父   |
| 01                 | 5                  | 第5次              | リー・クアンユー   | 人民行動党         | 1980年12月- 1984年12月    |                           | シンガポール建国の父   |
| 01                 | 6                  | 第6次              | リー・クアンユー   | 人民行動党         | 1984年12月- 1988年9月     |                           | シンガポール建国の父   |
| 01                 | 7                  | 第7次              | リー・クアンユー   | 人民行動党         | 1988年9月- 1990年11月28日 |                           | シンガポール建国の父   |
| 02                 | 8                  |                    | ゴー・チョクトン   | 人民行動党         | 第1次                     | 1990年11月28日- 1991年8月 |                        |
| 02                 | 9                  | 第2次              | ゴー・チョクトン   | 人民行動党         | 1991年8月- 1997年1月      |                           |                        |
| 02                 | 10                 | 第3次              | ゴー・チョクトン   | 人民行動党         | 1997年1月- 2001年11月     |                           |                        |
| 02                 | 11                 | 第4次              | ゴー・チョクトン   | 人民行動党         | 2001年11月- 2004年8月12日 |                           |                        |
| 03                 | 12                 |                    | リー・シェンロン   | 人民行動党         | 第1次                     | 2004年8月12日- 2006年5月  | リー・クアンユーの息子 |
| 03                 | 13                 | 第2次              | リー・シェンロン   | 人民行動党         | 2006年5月- 2011年5月      |                           | リー・クアンユーの息子 |
| 03                 | 14                 | 第3次              | リー・シェンロン   | 人民行動党         | 2011年5月- 2015年9月      |                           | リー・クアンユーの息子 |
| 03                 | 15                 | 第4次              | リー・シェンロン   | 人民行動党         | 2015年9月- 2020年7月      |                           | リー・クアンユーの息子 |
| 03                 | 16                 | 第5次              | リー・シェンロン   | 人民行動党         | 2020年7月- 2024年5月15日  |                           | リー・クアンユーの息子 |
| 04                 | 17                 |                    | ローレンス・ウォン | 人民行動党         | 第1次                     | 2024年5月15日- （現職）   |                        |

## 副首相
1980年以降、長らく2副首相体制が続いていたが、一時的に1副首相体制になっていた。2024年現在はヘン・スウィー・キート、ガン・キム・ヨンの2副首相体制になっている。
| 副首相                       | 所属政党   | 就任   | 退任     | 首相               |
| ---------------------------- | ---------- | ------ | -------- | ------------------ |
| トー・チンチェ               | 人民行動党 | 1959年 | 1968年   | リー・クアンユー   |
| ゴー・ケンスイ               | 人民行動党 | 1968年 | 1985年   | リー・クアンユー   |
| S・ラジャラトナム            | 人民行動党 | 1980年 | 1985年   | リー・クアンユー   |
| ゴー・チョク・トン           | 人民行動党 | 1985年 | 1990年   | リー・クアンユー   |
| オン・テンチョン             | 人民行動党 | 1985年 | 1993年   | リー・クアンユー   |
| リー・シェンロン             | 人民行動党 | 1990年 | 2004年   | ゴー・チョク・トン |
| トニー・タン                 | 人民行動党 | 1995年 | 2005年   | ゴー・チョク・トン |
| S・ジャヤクマール            | 人民行動党 | 2004年 | 2009年   | リー・シェンロン   |
| ウォン・カン・セン           | 人民行動党 | 2005年 | 2011年   | リー・シェンロン   |
| テオ・チーヒン               | 人民行動党 | 2009年 | 2019年   | リー・シェンロン   |
| ターマン・シャンムガラトナム | 人民行動党 | 2011年 | 2019年   | リー・シェンロン   |
| ヘン・スウィー・キート       | 人民行動党 | 2019年 | （現職） | リー・シェンロン   |
| ローレンス・ウォン           | 人民行動党 | 2022年 | 2024年   | リー・シェンロン   |
| ガン・キム・ヨン             | 人民行動党 | 2024年 | （現職） | ローレンス・ウォン |